# Miroslav Vild
Miroslav Vild (4. září 1915 Louny – 1. dubna 1972 Praha) byl palubní radiotelegrafista a radarový operátor 311. československé bombardovací perutě RAF v období druhé světové války.

## Život

### Před druhou světovou válkou
Miroslav Vild se narodil 4. září 1915 v Lounech v rodině soustružníka Antonína Vilda a Blaženy, rozené Fouskové. Vystudoval státní reálku v rodném městě, kde v roce 1933 odmaturoval. Začal studovat zeměměřičství na Českém vysokém učení technickém v Praze, studia ukončil po absolvování osmi semestrů. Vojenskou prezenční službu nastoupil k letectvu 1. října 1937, v jejím rámci absolvoval školu pro důstojníky letectva v záloze při Vojenském leteckém učilišti v Prostějově a získal kvalifikaci leteckého pozorovatele. Následně létal jako pozorovatel na strojích Letov Š-328 u leteckého pluku 1 ve Kbelích a Táboře. Během mobilizace na podzim 1938 působil na polních letištích Letiště Zbraslavice, Mladé Boleslavi a Dymokury. Dosáhl hodnosti četaře aspiranta.

### Druhá světová válka

#### Francie
Po německé okupaci v březnu 1939 opustil Miroslav Vild 15. května téhož roku ilegálně Protektorát Čechy a Morava a u Ostravy přešel na území Polska. Po prezentaci u vznikající československé armády v zahraničí na konzulátu v Krakově odplul do Francie, kde podepsal vstup do cizinecké legie. Čtyři měsíce sloužil v severní Africe, po vypuknutí druhé světové války byl převelen k letectvu a začal se školit na francouzskou techniku. Do bojů o Francii zasáhnout nestihl a po jejím pádu 19. června 1940 evakuoval z Bordeaux do Spojeného království. Dosáhl hodnosti podporučíka.

#### Spojené království
Dne 2. srpna 1940 byl Miroslav Vild přijat do Royal Air Force a 6. září téhož roku zařazen k 311. československé bombardovací peruti. Žádal o vyškolení na pilota, z důvodu nedostatku dalších profesí byl ale vyškolen na radiotelegrafistu. Dne 25. května 1941 přežil havárii stroje Vickers Wellington, který se po startu k cvičnému letu zřítil u Langhamu v Norfolku. Rekonvalescenci po zranění ukončil 9. prosince 1941, výcvik dokončil a 18. dubna byl opět zařazen k 311. peruti. První operační let prodělal 22. dubna, ale o několik dní později byla peruť přeložena pod pobřežní velitelství a začala provádět hlídkové protiponorkové lety nad mořem. Dne 24. června 1944 se účastnil potopení německé ponorky U 971 u ostrova Ouessant. Celkem absolvoval 106 operačních misí, poslední 1. listopadu 1944, a bezmála 1200 operačních hodin, což bylo mezi československými letci nejvíce. Přešel k armádnímu dopravnímu letectvu a po absolvování potřebného výcviku byl zařazen k 246. dopravní peruti, kde létal na transportních verzích strojů Consolidated B-24 Liberator zejména dálkové lety na střední a dálný východ. Zapsal si ještě patnáct letů evidovaných jako operační a 64 letových hodin. U perutě působil ještě několik měsíců po skončení války a dosáhl hodnosti kapitána.
Rodiče Miroslava Vilda byli v období druhé světové války internováni v táboře ve Svatobořicích.

### Po druhé světové válce
Miroslav Vild byl demobilizován 31. ledna 1946 poté, co krátce působil jako radionavigátor u Letecké dopravní skupiny na ruzyňském letišti. Dosáhl hodnosti štábního kapitána. Jako radiotelegrafista poté létal u Československých aerolinií, v prosinci 1950 byl ale komunistickou mocí propuštěn. Živil se jako nekvalifikovaný dělník a v roce 1958 odešel do invalidního důchodu. Později byl částečně rehabilitován a v roce 1964 povýšen na majora v záloze. V roce 1965 nastoupil do funkce inspektora leteckých spojů u Správy dopravních letišť v Praze, kterou zastával až do své smrti 1. dubna 1972. Plně rehabilitován byl až v roce 1991.

## Publikační činnost
- Ze zápisků Miroslava Vilda připravil František Fajtl knihu Osud byl mým přítelem, která vyšla v nakladatelství Naše vojsko v roce 1985[1]

## Ocenění

### Vyznamenání
- 4x Československý válečný kříž 1939
- 2x Československá medaile Za chrabrost před nepřítelem
- 1944 Pamětní medaile československé armády v zahraničí
- 1945 Záslužný letecký kříž
- 1945 Hvězda 1939–1945
- 1946 Československá medaile za zásluhy I. stupně
- Hvězda Atlantiku
- Evropská hvězda leteckých posádek
- Britská medaile Za obranu
- Válečná medaile 1939–1945

### Posmrtná ocenění
- V roce 1991 byl Miroslav Vild in memoriam povýšen do hodnosti plukovníka
- V roce 1994 byl Miroslav Vild jmenován čestným občanem města Louny[2]
- Na rodném domě Miroslava Vilda v Lounech, Jablonského 548 byla v roce 1995 odhalena pamětní deska[3]